# Papa-formiga-de-grota
Formigueiro-de-bibe-meridional ou papa-formiga-de-grota (Myrmoderus squamosus) é uma espécie de ave da família Thamnophilidae.
É endémica do Brasil.
Os seus habitats naturais são: florestas subtropicais ou tropicais húmidas de baixa altitude e regiões subtropicais ou tropicais húmidas de alta altitude.